# رانتسو
رانتسو (به ایتالیایی: Ranzo) یک کومونه در ایتالیا است که در استان ایمپریا واقع شده‌است.

## خصوصیات
رانتسو ۱۱٫۷ کیلومترمربع مساحت و ۵۴۶ نفر جمعیت دارد.